# Cèl·lula de Coordinació d'Accions sobre el Terreny
La Cèl·lula de Coordinació d'Accions sobre el Terreny (CCAT) (en francès: Cellule de coordination des actions de terrain, CCAT) és una organització independentista canac, creada el novembre de 2023 per lluitar contra el projecte de descongelació del cos electoral, el projecte de reforma que va desencadenar un vast moviment de protesta a Nova Caledònia.
L'entitat reuneix personalitats polítiques i sindicals de la colònia d'ultramar francesa. Està dirigida per Christian Tein, que és un dels líders de la Unió Caledoniana, i és proper al Front d'Alliberament Nacional Canac Socialista (FLNKS). La seva seu es troba al mateix edifici que la Unió Caledoniana.
Aquesta organització va convocar diverses manifestacions contra la reforma constitucional des de finals de març fins a principis de maig de 2024. Està incriminada per la seva participació en els moviment de protestes a l'arxipèlag de 2024, però nega haver estat a l'origen dels avalots. Deu dels seus membres van ser sotmesos a arrest domiciliari durant les protestes, i onze més van ser detinguts. Christian Tein, que ell mateix va demanar ser escoltat pels investigadors «per tal d'explicar els fets al·legats», i la responsable de comunicacions Brenda Wanabo, estan en presó preventiva a la França continental. En total, set persones van ser enviades a diferents presons de la metròpoli.